# My Boys
My Boys ist eine US-amerikanische Sitcom, die zwischen 2006 und 2010 produziert und vom Kabelsender TBS ausgestrahlt wurde. Die deutschsprachige Erstausstrahlung fand am 21. März 2009 auf dem österreichischen Fernsehsender ORF 1 statt. Des Weiteren war die Serie ab dem 24. April 2013 auf Sony Entertainment Television, ab Juni 2013 bei sixx sowie ab Mai 2015 auf ProSieben zu sehen.
Während die erste Staffel 22 Episoden beinhaltete, bestehen die anderen drei Staffeln nur aus jeweils neun Folgen.

## Handlung
Die Serie handelt von der Sportjournalistin P.J. Franklin, die in ihrer Tätigkeit fast ausschließlich mit Männern arbeitet. Auch in ihrem Freundeskreis ist sie nahezu nur von Männern umgeben.

## Besetzung und Synchronisation
| Schauspieler   | Rollenname                    | Hauptrolle (Folge) | Nebenrolle (Folge) | Synchronsprecher   |
| -------------- | ----------------------------- | ------------------ | ------------------ | ------------------ |
| Jordana Spiro  | Penelope Jane „P.J.“ Franklin | 1.01–4.09          |                    | Natascha Geisler   |
| Jim Gaffigan   | Andy Franklin                 | 1.01–3.09          |                    | Thomas Albus       |
| Reid Scott     | Brendan Dorff                 | 1.01–4.09          |                    | Stefan Günther     |
| Michael Bunin  | Kenny Morittori               | 1.01–4.09          |                    | Frank Röth         |
| Jamie Kaler    | Mike Callahan                 | 1.01–4.09          |                    | Patrick Schröder   |
| Kyle Howard    | Bobby Newman                  | 1.01–4.09          |                    | Florian Halm       |
| Kellee Stewart | Stephanie Layne               | 1.01–4.09          |                    | Elisabeth von Koch |
| Rachael Harris | Marcia                        |                    | 4.01–4.09          |                    |

## Ausstrahlung
Vereinigte Staaten
Die erste Staffel der Serie wurde vom 28. November 2006 bis zum 7. September 2007 ausgestrahlt. Die erste Folge der zweiten Staffel wurde am 12. Juni 2008 gesendet, die letzte am 7. August 2008. Die dritte Staffel war zwischen dem 31. März und dem 26. Mai 2009 zu sehen. Im September 2009 verlängerte TBS die Serie auf Grund der guten Einschaltquoten um eine vierte Staffel. Jedoch stieg Jim Gaffigan aus seiner Rolle aus. Stattdessen kam Rachael Harris neu zur Serie.
Am 14. September 2010 stellte TBS die Serie nach vier Staffeln und insgesamt 49 Folgen ein. Als Grund wurden die sinkenden Einschaltquoten genannt.
Österreich
In Österreich zeigt der ORF 1 alle vier produzierten Staffeln als deutschsprachige Erstausstrahlung. Die erste Staffel wurde zwischen dem 21. März und dem 5. September 2009 ausgestrahlt. Danach folgte eine mehrjährige Pause bis man am 24. März 2012 mit der Ausstrahlung der zweiten Staffel begann. Die weiteren zwei Staffeln folgten ab dem 26. Mai und dem 1. September 2012 ohne Unterbrechung direkt im Anschluss. Die letzte Episode lief am 17. November 2012.
Deutschland
Für Deutschland hatte die ProSiebenSat.1 Media sich Anfang 2008 die Ausstrahlungsrechte für das Free-TV gesichert und plante die Serie bei ProSieben auszustrahlen, was jedoch erst ab Mai 2015 verwirklicht wurde. Stattdessen zeigt der Bezahlfernsehsender Sony Entertainment Television seit dem 24. April 2013 die deutsche Erstausstrahlung in Doppelfolgen. Die Free-TV-Premiere fand am 9. Juni 2013 bei sixx statt.